# Edesudden
Edesudden är en udde i Finland. Den ligger på Pellinge, Borgå i landskapet Nyland, i den södra delen av landet, 50 km öster om huvudstaden Helsingfors.
Terrängen inåt land är mycket platt. Havet är nära Edesudden åt sydväst.